# John Thomas Serres
Pour les articles homonymes, voir Serres.
John Thomas Serres, né en décembre 1759 à Londres et mort le 28 décembre 1825, est un peintre britannique.
Notoire pour ses expositions à la Royal Academy, il est notamment peintre de marine du roi George III.

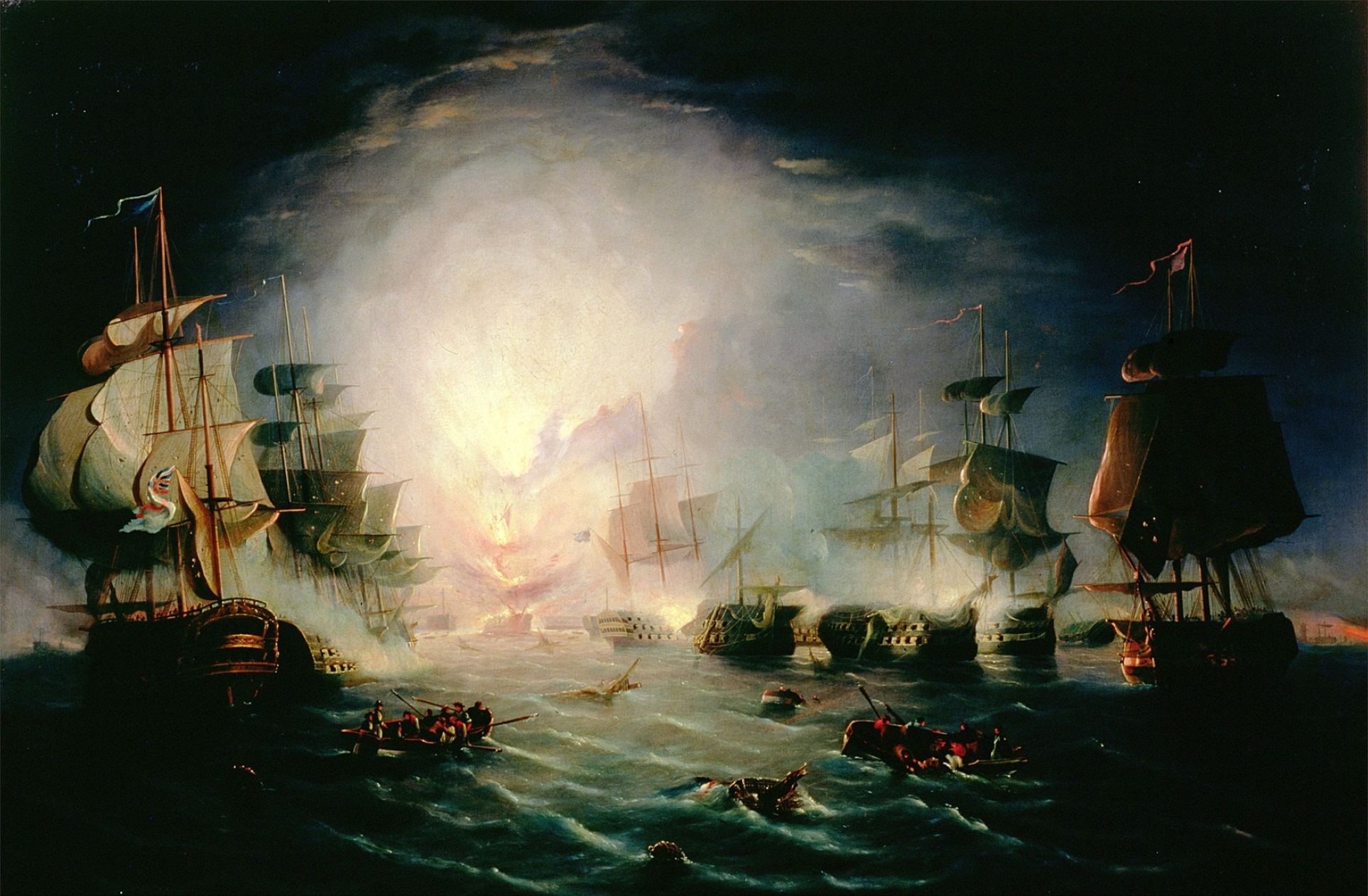
La bataille d'Aboukir.

Il est le fils de Dominique Serres.